# Мартинус Велтман
Мартинус Јустинус Ходефридус Велтман (хол. Martinus Justinus Godefriedus Veltman; Валвијк, 27. јун 1931 — Билтховен, 4. јануар 2021) био је холандски теоријски физичар, који је 1999. године, заједно са својим бившим студентом Герардом 'т Хофтом, добио Нобелову награду за физику „за објашњење квантне структуре електрослабих интеракција у физици”.